# Please Go Home
Pistes de Between the Buttons
All Sold Out
(7) Who's Been Sleeping Here?
(9)
Please Go Home est une chanson du groupe de rock britannique The Rolling Stones parue en janvier 1967 dans l'album Between the Buttons. Aux États-Unis, elle n'apparaît pas sur la version américaine de l'album mais dans la compilation Flowers en juin 1967.

## Analyse artistique

### Analyse des paroles
Dans les paroles, le personnage central a du mal à se remettre de la liaison avec une femme qui a tous les défauts du monde. Il y a eu méprise et il lui ordonne de rentrer chez elle. À l'instar de Yesterday's Papers, cette chanson semble être une attaque destinée à Chrissie Shrimpton, ex petite amie du chanteur Mick Jagger.
« Je n'ai pas besoin de te demander ce que tu fais
Je n'ai qu'à te regarder pour le comprendre »
Puis, dans le quatrième couplet :
« Tu as entendu parler de chemins tortueux
Que pensais-tu poursuivre sans payer »
Mick Jagger semble faire allusion soit à la route qui mène au psychédélisme, soit à l'égoïsme de l'ex petite amie.

### Structure musicale

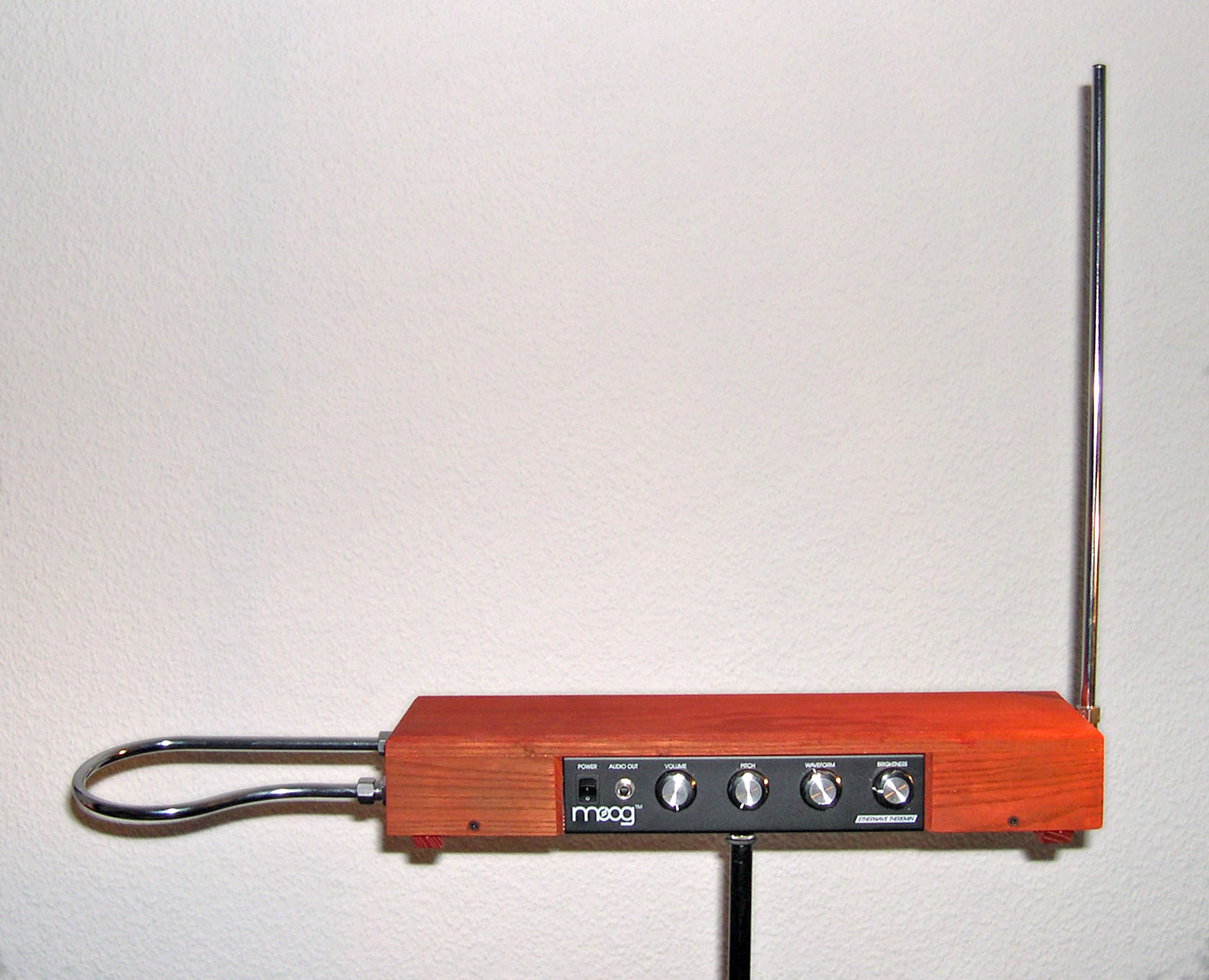
Un oscillateur thérémine est utilisé dans l'enregistrement.

Musicalement, le groupe revisite le "Diddley Beat" (rythme popularisée par Bo Diddley), mais dans une forme plus psychédélique et avant-gardiste. Conjointement au larsen d'introduction, Keith Richards se charge d'assurer une guitare rythmique en mode "Diddley Beat" saturée avec l'effet trémolo. Il joue également avec un autre guitare des effets saturés tout du long du morceau, psychédélisme garantie. Le guitariste est soutenu par les puissants toms et les cymbales du batteur Charlie Watts, complétés par les maracas de Mick Jagger. La basse de Bill Wyman et la guitare rythmique de Brian Jones sont peu audibles. L'ingénieur du son Glyn Johns a créé un autre effet psychédélique en créant des boucles électroniques sur les harmonies vocales de Mick Jagger et Keith Richards en fin de refrains. Cet effet est depuis très utilisé dans le dub et la musique électronique.
On peut percevoir dans la chanson de nouvelles sonorités créées par un oscillateur, sorte de générateur de fréquence que l'on peut moduler à son gré et que l'on retrouve par la suite sur la plupart des synthétiseurs par la suite (dont le Moog possédé principalement par les Beatles sur Abbey Road, puis Pink Floyd sur The Dark Side of the Moon ou encore la French Touch avec notamment Air et Daft Punk). Ici, l'oscillateur présent en studio est un thérémine, la célèbre invention du russe Léon Thérémin. Quelques mois plus tôt, l'instrument est immortalisée par la célèbre chanson Good Vibrations des Beach Boys. Cet étrange instrument est joué par Brian Jones. Pourtant, d'après son autobiographie Rolling with The Stones, Bill Wyman a utilisé un synthétiseur durant les séances de l'album. Mais personne ne peut confirmer ses dires pour cette chanson.

## Equipe technique
- Mick Jagger : chant, maracas
- Keith Richards : guitare solo, guitare rythmique
- Brian Jones : oscillateur (Thérémine), guitare rythmique
- Bill Wyman : basse
- Charlie Watts : batterie
- Andrew Loog Oldham : production
- Glyn Johns : ingénieur du son (assisté par Eddie Kramer)